# Герман Еллерлаге
Герман Еллерланге (нім. Hermann Ellerlage; 3 лютого 1913 — 17 жовтня 1982) — німецький офіцер-підводник, оберлейтенант-цур-зее крігсмаріне.

## Біографія
29 серпня 1940 року вступив на флот. З 25жовтня 1943 по 22 квітня 1944 року пройшов курс підводника, з 16 травня по 3 липня 1944 року — курс командира підводного човна. 3 липня переданий в розпорядження 23-ї, 1 серпня — 31-ї флотилії. З 10 листопада 1944 по 18 лютого 1945 року — командир підводного човна U-2344. 19 лютого переданий в розпорядження 32-ї флотилії. З 4 квітня служив в роті 3-ї навчальної дивізії підводних човнів. 8 травня взятий в полон британськими військами. 25 червня 1945 року звільнений.

## Звання
- Рекрут (29 серпня 1940)
- Зондерфюрер (29 серпня 1940)
- Оберштурман резерву (1 серпня 1941)
- Кандидат в офіцери резерву (1 лютого 1942)
- Лейтенант-цур-зее резерву (1 серпня 1942)
- Оберлейтенант-цур-зее резерву (1 квітня 1944)

## Нагороди
- Хрест Воєнних заслуг 2-го класу з мечами (30 січня 1942)
- Нагрудний знак мінних тральщиків (17 липня 1943)